# Auftragseingang
Unter Auftragseingang versteht man in der Wirtschaftsstatistik die Summe aller Kundenaufträge oder Bestellungen innerhalb eines Unternehmens, deren Produktion noch nicht begonnen hat.

## Allgemeines
Der Auftragseingang ist eine wichtige volkswirtschaftliche Kennzahl als Frühindikator zur Beurteilung der Konjunktur oder als betriebswirtschaftliche Kennzahl zur Bewertung von Unternehmen. Der Auftragsbestand ist die Differenz zwischen den angenommenen Aufträgen/Bestellungen und den durchgeführten Lieferungen, wobei auch der bereits vorhandene Auftragsbestand zu berücksichtigen ist:
```
  Auftragsbestand
  + Auftragseingang
  - Lieferungen
  = neuer Auftragsbestand
```

Auftragseingang und Auftragsbestand sind Bestandsgrößen. Beim Auftragseingang ist noch eine Stornierung durch Kunden möglich, beim Auftragsbestand ist bereits ein Rücktritt vom Vertrag ausgeschlossen. Der Status wechselt vom Auftragseingang zum Auftragsbestand, sobald mit der Bearbeitung oder Produktion begonnen wurde.
Der Auftragsbestand fließt wiederum in die Kennzahl Auftragsreichweite (in Tagen) ein:
{\displaystyle Auftragsreichweite={\frac {\text{Auftragsbestand am Stichtag}}{\text{Jahresumsatz}}}} × 365.

## Betriebswirtschaftliche Aspekte
Der Auftragseingang kann als Maßgröße der künftigen Beschäftigung oder Kapazitätsauslastung im Unternehmen herangezogen werden bzw. für die Dauer der Bearbeitung der Aufträge oder die Summe der Verkaufsakte bzw. für die zeitliche Beanspruchung des Verkaufspersonals durch die Käufer in Verbindung mit dem Absatzvolumen Verwendung finden.
Auftragseingänge werden häufig als das erste Glied in einer Kette angesehen, an das sich weitere wertschöpfende betriebswirtschaftliche Prozesse anschließen. Die Kennzahl ermöglicht einen Einblick in zukünftige Entwicklungen bei Produktion, Vertrieb und Versand. Der Auftragseingang ist deshalb auch die Messgröße für betriebliche Anpassungen, denn dauerhaft steigende Auftragseingänge können eine Erhöhung der Kapazitäten erforderlich machen und umgekehrt.
Auftragseingänge können auf unterschiedliche Weise gemessen werden, vor allem als Wert neuer Auftragseingänge innerhalb eines bestimmten Zeitraums, beispielsweise eines Monats, als Umfang der Aufträge (also Auftragsbestand oder Wert der Aufträge in den Auftragsbüchern) zu einem bestimmten Zeitpunkt, beispielsweise zum Monatsende, oder als Auftragsstornierungen während eines bestimmten Zeitraums.
Stornierungen oder das Ausbleiben von Neuaufträgen werden als negativer Auftragseingang bezeichnet.
Für die Abarbeitung von Auftragseingängen gilt Littles Gesetz, das die Beziehung zwischen der Durchlaufzeit {\displaystyle DLZ} (beispielsweise durch eine Produktionsanlage), der Anzahl der durchlaufenden Aufträge {\displaystyle WIP} (englisch work in progress) und dem Durchsatz {\displaystyle \lambda } aufstellt:
{\displaystyle DLZ={\frac {\text{WIP}}{\lambda }}}.
Gibt es beispielsweise einen Auftragsbestand von 60 Aufträgen und einen Durchsatz von 5 Aufträgen pro Arbeitstag, dann beträgt die Durchlaufzeit 12 Tage ({\displaystyle {\frac {\text{60}}{\text{5}}}=12}). Für die Abarbeitung des Auftragsbestands werden 12 Tage benötigt, vorausgesetzt, es gibt während der Durchlaufzeit keine weiteren Auftragseingänge.
Die Auftragsreichweite gibt an, wie viel Tage der Auftragsbestand in die Zukunft reicht. Sie ist eine Kennzahl, die den durch Umsatzerlöse finanziell gesicherten Zeitraum angibt, und leistet damit einen Beitrag zur Liquiditätsplanung.

## Volkswirtschaftliche Aspekte
Gleichermaßen werden die Auftragseingänge in der Volkswirtschaftslehre als volkswirtschaftliche Kennzahl genutzt. Sie werden monatlich in ausgesuchten Wirtschaftszweigen (verarbeitendes Gewerbe ohne Nahrungs- und Genussmittel, Bauhauptgewerbe) von Betrieben mit mehr als 20 Arbeitnehmern erhoben und vom Statistischen Bundesamt als Indexzahlen veröffentlicht. So lag der preisbereinigte Auftragseingang im Verarbeitenden Gewerbe nach vorläufigen Angaben des Statistischen Bundesamtes im September 2018 saison- und kalenderbereinigt um 0,3 % höher als im Vormonat. Für August 2018 ergab sich ein Anstieg von 2,5 % gegenüber Juli 2018. Der preisbereinigte Auftragseingang ohne Großaufträge im Verarbeitenden Gewerbe lag im September 2018 saison- und kalenderbereinigt um 1,6 % niedriger als im Vormonat.